# Shanghai Exhibition Center
Le Centre d'exposition de Shanghai (chinois : 上海展览中心 ; pinyin : shànghǎi zhǎnlǎn zhōngxīn, anglais : Shanghai Exhibition Center est un gratte-ciel haut de 110 mètres construit à Shanghai de 1955 à 1959. Il sert d'espace d'exposition (showroom). Ce fut le premier gratte-ciel de Chine (Hong Kong compris) et le deuxième d'Asie, après le Shaw Centre construit en 1958 à Singapour.
Construit dans un style néo-classique stalinien, rappelant celui des « Sept Sœurs moscovites », l'immeuble a été, lors de sa construction, présenté comme « un don de l'URSS au peuple chinois ». Il est le seul, parmi tous les Gratte-ciel staliniens, à avoir conservé son étoile rouge lumineuse à son sommet.